# Weingut Schloss Halbturn
Das Weingut Schloss Halbturn in Halbturn ist ein österreichisches Weingut im Weinbaugebiet Neusiedlersee im Burgenland.

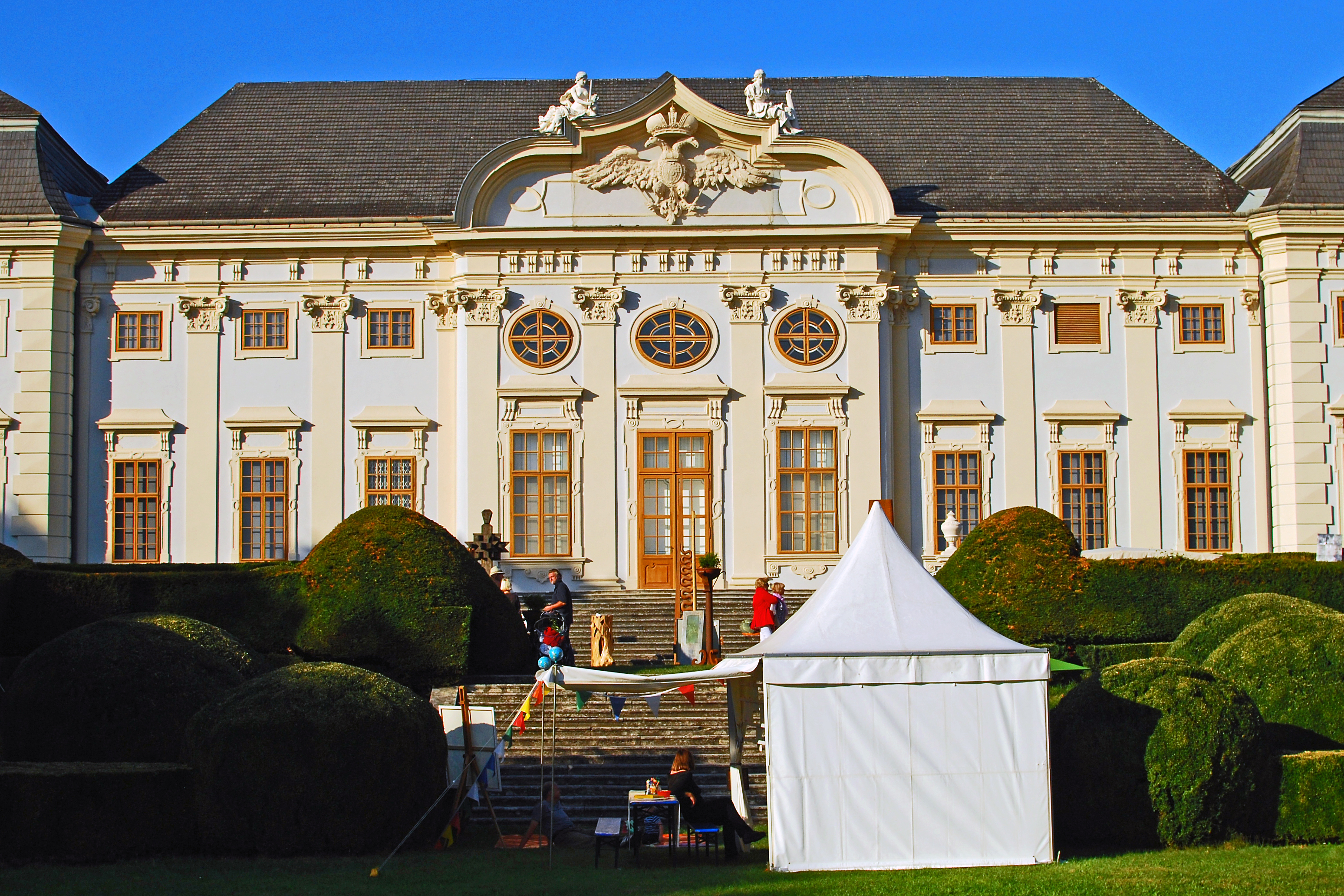
Schloss Halbturn

## Geschichte
Das Weingut im Bereich des Barock-Schlosses Halbturn befindet sich im Besitz der Familien von Markus und Max Graf zu Königsegg-Aulendorf sowie Dieter Hoffmann-Unzog. Die Wiege des Weinguts befand sich in Jois am Jungenberg. Dort errichteten die Grafen Poth im Jahr 1214 durch den Kauf von 14 Kurien die ersten Weingärten der Herrschaft Ungarisch-Altenburg.
Das Weingut Schloss Halbturn wurde 2001 mit großem finanziellem Aufwand reorganisiert und auf moderne Qualitätsweinproduktion umgestellt. Ein Großteil der Reben wurde neu ausgepflanzt und die historischen Terrassen am Jungenberg wurden wieder bestockt. Ein internationales Team sollte mittels rigoroser Ertragsreduktion, Handlese in kleinen Boxen und mehrmaliger Traubenselektion die Weinqualität steigern.

## Das Weingut
Die Rebfläche beträgt 54 Hektar (Stand 2011), wovon 95 Prozent mit den roten Rebsorten Pinot Noir, Sankt Laurent, Zweigelt, Blaufränkisch, Cabernet Sauvignon, Merlot und Cabernet Franc bestockt sind. An weißen Sorten gibt es Chardonnay, Riesling und Sauvignon Blanc. Die bekanntesten Weine sind die Rotwein-Cuvées Jungenberg und Imperial sowie Pinot Noir und St. Laurent.
Das Sortiment wird in einem klar abgegrenzten Produktportfolio angeboten: „Königsegg“ steht einerseits für die im Edelstahl ausgebaute Klassiklinie sowie als Premiumstufe für jene Weine, die in gebrauchten Barriques oder im großen Holzfass geschult wurden. Unter dem Label „Impérial“ firmieren die Premiumcuvées in Rot und Weiß und die „Schloss-Weine“ repräsentieren die absolute Spitze des Sortiments. Ein Markenzeichen des Schlossweingutes ist die sehr späte Markteinführung der Weine.
Im Weingut gibt es einen Raritätenkeller, in dem sich Rebensäfte der Produktlinien Schloss-Weine und Impérial rot finden. Derzeit sind pro Wein jeweils drei bis fünf Jahrgänge vorrätig (Stand 2011). Mittelfristig soll das Raritätenangebot noch bedeutend erweitert werden. Von besonderen Kreszenzen sollen künftig bis zu zehn Jahrgänge bereitgestellt werden.